# Next (boy band)
Next (anteriormente conhecida como NEX7) é uma boyband chinesa formada pela Yuehua Entertainment. O grupo consiste de sete integrantes: Zhengting, Wenjun, Xinchun, Zeren, Chengcheng, Quanzhe e Justin. O grupo debutou oficialmente em 21 de Junho de 2018 com o single "Wait a Minute".

## História

### Pré-estreia
Fan Chengcheng era conhecido por ser o irmão mais novo da renomada atriz Fan Bingbing antes de se tornar trainee. Todos os integrantes do grupo foram parte do YHNEXT, um projeto de trainees da Yuehua Entertainment. Informações sobre o novo boygroup da Yuehua foram compartilhadas na internet de forma clandestina e logo a formação foi confirmada de ser de sete membros . Antes de debutarem, os integrantes Zhengting e Justin participaram do Produce 101 Season 2, ficando em 51 lugar e 43 lugar respectivamente. Todos os integrantes competiram no Idol Producer como trainees da Yuehua. Chengcheng, Justin e Zhengting ficaram em terceiro, quarto e sexto lugar respectivamente, debutando no grupo formado pelo programa . Os três integrantes fizeram parte do Nine Percent  e promoveram como integrantes do NEX7 juntamente como integrantes do Nine Percent até que o segundo acabou no dia 6 de Outubro de 2019.

### Estreia
O grupo debutou em 21 de Junho de 2018 com o single "Wait a Minute". Fotos do grupo e trailers do MV foram postados no Weibo da Yuehua Entertainment nos dias anteriores ao debut.
No dia 8 de novembro de 2019, o grupo lançou o álbum Next Begins, que não conta com a presença de Fan Chengcheng, e que teve durante os teasers a nomeação deste lançamento como o debut do grupo que mudou seu nome de NEX7 (乐华七子NEXT) para NEXT (乐华NEXT), o videoclipe para o single "WYTB (What You Talking 'Bout)" foi lançado no dia 28 de novembro de 2019.

## Membros
| NEXT           | NEXT     | NEXT               | NEXT     | NEXT           | NEXT                              | NEXT                | NEXT                                             |
| Nome Artístico | Mandarim | Nome de Nascimento | Mandarim | Nome em Inglês | Data de Nascimento                | Local de Nascimento | Posição no Grupo                                 |
| -------------- | -------- | ------------------ | -------- | -------------- | --------------------------------- | ------------------- | ------------------------------------------------ |
| Zhengting      | 正廷     | Zhu Zhengting      | 朱正廷   | Theo           | 18 de março de 1996 (28 anos)     | Anhui               | Líder, Dançarino Principal, Vocalista Principal. |
| Wenjun         | 雯珺     | Bi Wenjun          | 毕雯珺   | Bevan          | 20 de novembro de 1997 (27 anos)  | Liaoning            | Vocalista Principal.                             |
| Xiuchun        | 新淳     | Huang Xiuchun      | 黄新淳   | Cary           | 14 de maio de 1998 (26 anos)      | Heilongjiang        | Sub Vocalista.                                   |
| Zeren          | 泽仁     | Ding Zeren         | 丁泽仁   | Devin          | 19 de novembro de 1999 (25 anos)  | Henan               | Dançarino Principal, Sub Rapper, Sub Vocalista.  |
| Quanzhe        | 权哲     | Li Quanzhe         | 李权哲   | Carl           | 22 de janeiro de 2001 (24 anos)   | Liaoning            | Vocalista Líder.                                 |
| Justin         | 賈斯汀   | Huang Minghao      | 黄明昊   | Justin         | 19 de fevereiro de 2002 (23 anos) | Zhejiang            | Dançarino Principal, Rapper Líder.               |

## Discografia

### Álbums
| Nome          | Detalhes | Vendas         |
| ------------- | --- | -------------- |
| THE FIRST I   | - Lançamento: 21 de Junho de 2018 - Língua: Mandarim - Gravadora: Yuehua Entertainment Track listing 1. Wait A Minute (等一下) 2. For You (为你) | - CHN: 858,693 |
| THE FIRST II  | - Lançamento: 18 de Julho de 2018 - Língua: Mandarim - Gravadora: Yuehua Entertainment Track listing 1. Let Me be Your Fire (点火) 2. Heart Full of You (心溢) 3. Dream World Tour (梦境之旅) | - CHN: 392,295 |
| THE FIRST III | - Lançamento: 17 de Agosto de 2018 - Língua: Mandarim - Gravadora: Yuehua Entertainment Track listing 1. Attention (自由主义) 2. On & On (不停) | - CHN: 431,024 |
| NEXT TO YOU   | - Lançamento: 7 de Dezembro de 2018 - Língua: Mandarim - Gravadora: Yuehua Entertainment Track listing 1. Goodnight To You (Bi Wenjun solo) 2. Fly To The Moon (Li Quanzhe solo) 3. Once More (Huang Xinchun solo) 4. Open Your 爱 (Ding Zeren solo) 5. After Leaving (Justin solo) 6. Dumb Show (Fan Chengcheng solo) 7. Want U (Zhu Zhengting solo) 8. Back To You 9. Blah-Blah 10. Excuses | - CHN: 208,552 |
| Next Begins   | - Lançamento: 8 de novembro de 2019 - Língua: Mandarim - Gravadora: Yuehua Entertainment Track listing 1. New Order 2. WYTB (What You Talking 'Bout) 3. Blooming 4. I Just Need You(只需要你一个) | - CHN: 465,668 |

### Singles
| Nome                          | Ano  | Vendas   | Álbum       |
| ----------------------------- | ---- | -------- | ----------- |
| Wait A Minute                 | 2018 | —        | THE FIRST I |
| Excuses                       | 2018 | 165,000+ | NEXT TO YOU |
| Back To You                   | 2018 | 126,000+ | NEXT TO YOU |
| Blah-Blah                     | 2018 | 125,000+ | NEXT TO YOU |
| WYTB (What You Talking 'Bout) | 2019 | —        | Next Begins |

## Videografia

### Videoclipes
| Nome          | Ano  | Álbum       |
| ------------- | ---- | ----------- |
| Wait A Minute | 2018 | THE FIRST I |
| Back To You   | 2018 | NEXT TO YOU |
| WYTB          | 2019 | Next Begins |